# Pharaphodius nigripennis
Pharaphodius nigripennis är en skalbaggsart som beskrevs av Rudolph Petrovitz 1958. Pharaphodius nigripennis ingår i släktet Pharaphodius och familjen Aphodiidae. Inga underarter finns listade i Catalogue of Life.